# Combe Capelle

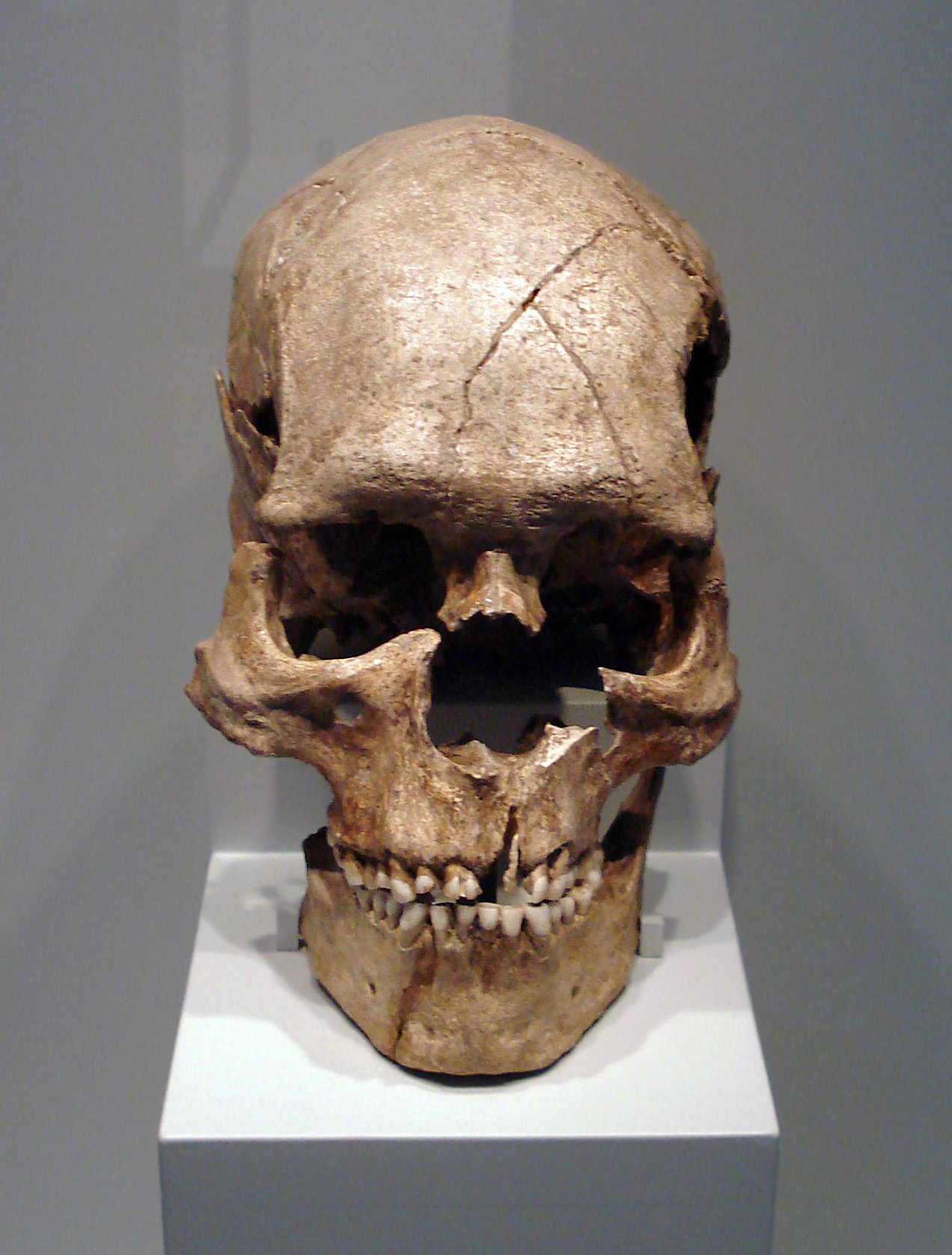
Homo sapiens von Combe Capelle

Combe Capelle (dt.: Bergkapelle) ist ein paläolithischer und epipaläolithischer Fundplatz im Tal der Couze, nahe dem Ort Montferrand-du-Périgord  und etwa 44 Kilometer von Périgueux, der Hauptstadt des Départements Dordogne entfernt. Im Fundgebiet von Combe Capelle sind heute vier steinzeitliche Fundstellen bekannt: Roc de Combe-Capelle, Haut de Combe-Capelle (auch „Abri Peyrony“), das Plateau de Ruffet und Combe-Capelle Bas.
Im Folgenden wird der Fundplatz Roc de Combe-Capelle beschrieben, der durch die 1909 gefundene Bestattung eines vermeintlichen Cro-Magnon-Menschen berühmt wurde. Im Jahre 2011 zeigte eine Radiokohlenstoffdatierung, dass die Bestattung wesentlich jünger ist als vermutet und aus der holozänen Mittelsteinzeit stammt.

## Fundgeschichte
Michel-Antoine Landesque entdeckte den Fundort Combe Capelle im Jahre 1885. Der Kunsthändler und Vorgeschichtsforscher Otto Hauser führte ab 1909 Ausgrabungen an den Abhängen des Flusstales (im Abri „Roc de Combe Capelle“) durch. Das Gelände hatte er eigens dafür gepachtet. Seine Grabungsmannschaft legte im Bereich unter dem Felsdach Schichten aus vier archäologischen Kulturen frei. Von oben nach unten gehörten sie zum Solutréen (Schicht I), dem „oberen Aurignacien“ (Schicht II, in der heutigen Terminologie Gravettien), dem mittleren (Schicht III) und unteren Aurignacien (Schicht IV). Die untere Aurignacienschicht wird von Hauser auch als Châtelperronien bezeichnet, damals noch synonym auch Aurignacien ancien genannt. Diese Schicht war nach Angaben Hausers 30 cm mächtig und durch eine 15 cm mächtige, archäologisch sterile Schicht von Schicht III abgrenzbar. Im Liegenden von Schicht IV gab es Funde des Moustérien (Schicht M), darunter folgt der anstehende Fels.
Am 26. August 1909 wurde von den Grabungsarbeitern in der Aurignacien-Schicht IV das Hockergrab eines etwa 40 bis 50 Jahre alten Mannes gefunden. Am folgenden Tag nahm Hauser die Bestattung erstmals selbst in Augenschein. Die Bergung des Fundes erfolgte am 11. September 1909 durch Otto Hauser und den in Breslau lehrenden Anthropologen Hermann Klaatsch. Bei der Bestattung handelt es sich um einen langschädligen modernen Menschen (Homo sapiens) mit geneigter Stirn und länglichem Gesicht. Er ist kleinwüchsiger als der typische Cro-Magnon-Mensch. Ähnlichkeiten wurden zur ostmitteleuropäischen „Brünnrasse“ gesehen. Das Grab war Nord-Süd-gerichtet, mit dem Kopf im Norden, der Schädel mit einer Neigung von 50° nach Westen gerichtet. Im Hüftbereich lag das Skelett direkt auf dem anstehenden Fels auf.

## Fundverbleib
Hauser verkaufte den „Mann von Combe Capelle“ zusammen mit dem 1908 in Le Moustier gefundenen Skelett eines jugendlichen Neandertalers an das Königliche Museum für Völkerkunde in Berlin. Der Museumsbau wurde im Zweiten Weltkrieg zerstört, und das Skelett verkohlte stark, wie auch das gleichermaßen ausgelagerte Skelett von Le Moustier.
In der Nachkriegszeit galt der Schädel von Combe Capelle als verschollen und wurde erst am 27. Dezember 2001 in fragmentierter Form bei Inventarisierungsarbeiten wiederentdeckt. Es handelte sich um Brandschutt aus dem Gropiusbau, worin vor allem die zugehörigen Feuersteinartefakte der Bestattung von Combe Capelle vermutet wurden. Auch Ober- und Unterkiefer konnten daraufhin am 8. Januar 2002 in einer falsch beschrifteten Sammlungskiste wiedergefunden werden. Der rekonstruierte Schädel war seit 2003 im Berliner Museum für Vor- und Frühgeschichte im Schloss Charlottenburg ausgestellt und ist seit 2009 Teil der Dauerausstellung im Neuen Museum.

## Datierung und Kontroversen um den Befund
Trotz der anthropologisch detaillierten Untersuchung nach der Wiederentdeckung des Schädels blieb die Frage des absoluten Alters der Bestattung lange Zeit offen. Weil Schädel und Skelett nach der Bergung längere Zeit in Knochenleim gekocht wurden, führte die Radiokohlenstoffdatierung eines Schädelfragmentes nicht zum Erfolg und weitere Datierungen an den Knochen wurden für aussichtslos gehalten. Erst 2009 wurde am Kieler Leibniz-Labor ein Molar entnommen, der zur Gewinnung des Kollagens pulverisiert werden musste. Da der Zahnschmelz einen recht guten Schutz gegenüber der Knochenleimbehandlung bietet, war die Wahrscheinlichkeit hier am größten, unbeeinträchtigtes Kollagen zu erhalten. Das Ergebnis der AMS-Direktdatierung wurde im Februar 2011 auf einer Pressekonferenz bekannt gegeben und kurz darauf wissenschaftlich publiziert. Drei Rohdaten von etwa 8550 BP  entsprechen einem kalibrierten Alter von etwa 7600–7700 v. Chr. Es handelt sich somit zweifelsfrei um einen Mensch des Epipaläolithikums, also der Nacheiszeit.
Damit ist erwiesen, dass die Grabgrube für die Bestattung des Mannes von Combe Capelle intrusiv in die unteren Schichten eingetieft worden war, ohne dass dies von der Grabungsmannschaft im Jahre 1909 erkannt wurde. Otto Hauser selbst hatte in seinen Notizen wenige Tage vor dem Auffinden der Bestattung von einem lokalen Verschwinden der Schichten II und III berichtet, worauf Gisela Asmus 1964 in einer kritischen Revision des Befundes hinwies. Nach Auffindung des Grabes hatte Hauser jedoch betont, dass eine ungestörte, 15 cm mächtige sterile Schicht zwischen der Chatelperron-Schicht IV und der jüngeren Aurignac-Schicht III vorliegen würde, was Asmus allerdings als fragwürdig ansah. Ebenfalls als durchgehend ungestört wurde von Hauser die hangende Schicht I aus dem Solutréen bezeichnet, die damit den Terminus ante quem für die Eintiefung der Grabgrube gebildet hätte. Wie sich nach der Direktdatierung des Zahnes zeigt, war auch diese stratigraphische Beobachtung unzutreffend, denn bei einer ungestörten Solutréen-Schicht hätte die Bestattung mindestens gleich alt sein müssen.
Nach dem Aufsatz von G. Asmus und besonders nach der Neudatierung der Gräber aus dem Abri Cro-Magnon ins Gravettien wurde von vielen Archäologen auch für Combe Capelle das Gravettien als wahrscheinlichste Datierung favorisiert, wofür die Beigabe der Kette aus Schneckenschalen ausgesprochen typisch wäre. Neben dem Abri Cro-Magnon wurde Schneckenschmuck auch in den österreichischen Gravettien-Fundplätzen Langenlois und Grub-Kranawetberg oder im Grab Brünn I gefunden. Auf letztere Parallele wiesen bereits Klaatsch und Hauser hin. Schmuckschnecken gibt es jedoch auch im Epipaläolithikum Südfrankreichs sowie im Mesolithikum Mitteleuropas.

## Zur Frage der Grabbeigaben
Zu den zahlreichen Grabbeigaben gehört unter anderem eine Halskette aus durchlochten Häusern der Meeresschnecke Littorina littorea sowie mehr als zehn Schneckenhäuser der Arten Helix nemoralis (Landschnecke) und Nassa reticulata (ebenfalls Meeresschnecke). Da keine Datierung von den Schneckenhäusern vorliegt, ist unklar, ob die Kette zur epipaläolithischen Bestattung zu zählen ist oder nicht. Die Schnecken sind auf Situationsfotos während der Ausgrabung unmittelbar um den Kopf des Bestatteten gruppiert, was eine Einstufung als authentische Grabbeigaben nahelegt. Die Sitte der Beigabe zahlreicher Schmuckschnecken ist zum Beispiel auch bei den etwa gleich alten Schädelbestattungen in der bayerischen Ofnethöhle belegt.
Aus der Schicht IV (Unteres Aurignacien) überliefert waren nach Aussage Hausers weiterhin: 600 Faunenreste, 187 "gute" Artefakte (wahrscheinlich gemeint: Geräte) und ca. 1000 Splitter (wahrscheinlich gemeint: Abschläge und Absplisse). Wie seit der Datierung geklärt ist, stehen diese ursprünglich als Grabbeigaben angesehenen Aurignacien-Artefakte nicht mit der Bestattung in Verbindung, sondern lagen bei Eintiefung der Grabgrube in zufälliger Nachbarschaft. Solche Artefakte aus Feuerstein aus dem unteren Schichtenkomplex (IV und M) sind zum Beispiel ein taillierter Klingenkratzer und ein Stichel, die mit der Bestattung ins Berliner Museum gelangt sind. Hauser hatte erwähnt, dass auch in Schicht IV eine erhebliche Zahl echter Moustiertypen gefunden worden wären. Da die Moustérien-Schicht (Schicht M) direkt auf dem anstehenden Felsen lag, kann es sich bei der Vermischung sowohl um einen Palimpsest-Horizont handeln, als auch um ein Inventar aus Moustérien- und Aurignac-Typen, wie das im Châtelperronien der Fall ist. Die neuere Forschung geht jedoch mehrheitlich von einer Störung des Befundzusammenhanges aus.